# ابری با احتمال بارش کوفته‌قلقلی ۲
ابری با احتمال بارش کوفته قلقلی ۲(Cloudy with a Chance of Meatballs) یک پویانمایی رایانه‌ای آمریکایی کمدی علمی تخیلی ساخت ۲۰۱۳ است که توسط کلمبیا پیکچرز و سونی پیکچرز انیمیشن تهیه شده‌است. این فیلم توسط سونی پیکچرز ایمج‌ورکز ساخته‌شده و توسط گروه سینمایی سونی پیکچرز توزیع شده‌است. این فیلم دومین دنباله ابری با احتمال بارش کوفته قلقلی (۲۰۰۹) است. کارگردانی این انیمیشن توسط کودی کامرن به‌همراه کریس پرن و فیل لرد و کریستوفر میلر به‌عنوان تهیه‌کنندگان اجرایی انجام شد. بیل هیدر، آنا فاریس، جیمز کان، اندی سمبرگ، نیل پاتریک هریس و بنجامین برت صداپیشگان این فیلم هستند. این فیلم در تاریخ ۲۷ سپتامبر ۲۰۱۳ منتشر شد. ویل فورته که در قسمت اول صداپیشگی جوزف تاون رو برعهده داشت، در این فیلم صداپیشه شخصیت چستر وی است. صداپیشگان جدید شامل کریستین شال در نقش همکار اورانگوتان چستر، بارب و تری کروس در نقش ارل دورکس به جای آقای تی می‌باشد. داستان این فیلم دربارهٔ فلینت لاکوود و دوستانش است که به آبشار چلچله برمی‌گردند تا دنیا را به‌خاطر احتمال فعال شدن مجدد هغداژدفول و تولید موجودات غذایی، نجات دهند.

## خلاصه داستان
فلینت لاکوود سرانجام موفق می‌شود تا خود را به عنوان یک مخترع نابغه مطرح کند و در شرکت لایو کورپ که جمعی از بهترین مخترعان دنیا در آن مشغول به کار هستند، فعالیت کند اما درست در زمانی که فلینت از وضعیت خود بسیار راضی به نظر می‌رسد، خبر می‌رسد که اختراع عجیب او که آب را به غذا تبدیل می‌کرد، کماکان فعالیت می‌کند و در حال تبدیل غذا به جانورانی جهش یافته‌است و این چنین می‌شود که فیلینت لاکوود جوان به همراه جمعی از بهترین دوستان خود به جنگ این موجودات می‌روند و در این راه چستر وی، قهرمان کودکی فیلینت هم آنهارا همراهی می‌کند… تا اینکه در انتهای داستان و پس از کشمکش‌های زیاد با این غذا جانورسانان، پرده از نیت پلید چستر وی برداشته می‌شود و با کمک تمام موجودات جدیدالخلقهٔ دستگاه فیلینت و دوستان همیشه در صحنه اش موفق به شکست چستر وی و باز پس گرفتن دستگاه آب و هوای او می‌شوند و همه به خوبی و خوشی داستان را به اتمام می‌رسانند.